# Roman Safiullin
Roman Rișatovici Safiullin (n. 7 august 1997, Podolsk, Moscova, Rusia) este un jucător profesionist de tenis din Rusia. Cea mai bună clasare a sa la simplu în clasamentul ATP este locul  82 mondial, la 6 februarie 2023, iar la dublu, locul 239 mondial, la 7 februarie 2022.